# 宮川愛
宮川 愛（みやかわ あい、1986年8月14日 - ）は、日本のシンガーソングライター・女優・ラジオパーソナリティ。埼玉県大宮市（現：さいたま市）出身。血液型はB型。

## 来歴
1993年、少女コミック誌『なかよし』誌上に掲載されていた、ミュージカル『美少女戦士セーラームーン』オーディションに応募、合格し、翌年1994年にちびうさ / セーラーちびムーン役で出演。1999年には沢田研二主演のミュージカル『ペーパームーン』にイモジェン役で出演し、全国公演も経験する。
1999年より音楽活動を開始し、プレイステーション用ソフト『BUST A MOVE2』サウンドトラックに「ショーティーのテーマ」（ひざしの奥のハッピーハート：Aie）で参加。2000年にはインディーズレーベルより「i」名義でアルバム『i』を発売する。その後「i miyakawa」としてエルトン・ジョン・バンドのドラマーとして知られるナイジェル・オルソンのソロアルバム『Move The Universe』にメインボーカルとして参加し、それらをシングルカットするなどしていたが、2001年、高校受験を機に芸能活動を休止。
2005年に大学入学と共に芸能活動を再開し、2006年4月、「宮川愛」としての1stシングル『Here I am!』を発売。日本テレビ系音楽番組『音楽戦士 MUSIC FIGHTER』で4月度パワープレイを獲得した。
2007年7月末をもってbouncy recordsとの契約が終了し所属先を失った。その後もライブ活動を継続していたが、2009年3月2日のライブ出演をもって音楽活動休止。

## 主な出演作品

### ラジオ
- AI GOTTA MUSIC （2007年1月 - 3月、NACK5）
- 宮川愛 SUGAR LOVE （2007年7月 - 9月、モバHO!）

### 舞台
- ミュージカル 『美少女戦士セーラームーン』（1994年 - 1995年、サンシャイン劇場他） - ちびうさ / セーラーちびムーン 役
- ミュージカル 『ペーパームーン』 （1999年） - イモジェン 役

## ディスコグラフィ

### シングル
1. Take a chance / How many times　（2001年8月22日）  - i miyakawa with Nigel Ollson名義
  - テレ玉「REDS TV GGR」2007年3月 - エンディングテーマ
2. Here I am!　（2006年4月19日）
  - 日本テレビ『恋愛部活』5月度エンディングテーマ
  - オリコンチャート最高97位
3. Think of U（2006年9月6日）
  - 日本テレビ系『音楽戦士 MUSIC FIGHTER』9月度エンディングテーマ
4. “Love Song” / Joyful,Joyful　（2007年1月24日）
  - 日本テレビ系 『スポーツうるぐす』 2006年12月 - 2007年1月度テーマ曲

### アルバム
1. i（2000年7月26日）  - i名義  インディーズ
2. Love Songs （2007年5月23日）